# Renuccio Renucci
Renuccio Renucci (Livorno, 1880 – Livorno, 1947) è stato un pittore italiano, tra i fondatori del Gruppo Labronico.

## Biografia
Dagli iniziali moduli stilistici tardo-divisionisti passò ad una pittura smaccatamente labronica, che prediligeva come tematiche le marine con i pescatori (di cui sono ricercatissimi i notturni, vedi ad esempio La pesca notturna degli anni Venti) e le barche o velieri (irrintracciabile ma delicatissimo nei colori e nel tratto un dipinto del 1930 dal titolo Barche sul mare), facendo tesoro della lezione del suo maestro Ugo Manaresi.
Pittore dal senso decorativo molto forte, fu probabilmente il più manierista tra gli artisti di spicco del Gruppo Labronico e per questo, durante la sua vita, non ottenne quel riscontro di critica che in certe sue espressioni di punta avrebbe forse meritato.
Renucci ebbe fortune commerciali e di mercato in Toscana e soprattutto a Livorno, dove venne apprezzato per il realismo delle sue lucide composizioni. Egli si espresse al meglio in quei quadri di piccolo formato dove è chiara la sintesi dei primi echi divisionisti in una pennellata elegante ma corposa.